# Здравия желаю! или Бешеный дембель
«Здра́вия жела́ю! или Бе́шеный де́мбель» — советский комедийный фильм 1990 года, режиссёра Юрия Волкогона по сценарию Семёна Винокура. Главную роль в картине исполнил Антон Андросов. Картина в ироничной форме изображает отношения между военнослужащими в советской армии. Фильм стал дебютом для актёра Константина Юшкевича.
Сюжет рассказывает историю молодого призывника, который своей выдержкой и стремлением соблюдать правила ставит в тупик как руководство части, так и старших товарищей.

## Сюжет
Юношу по имени Митя Агафонов (Антон Андросов) призывают на воинскую службу. Провожает юного призывника его наставник мастер по имени Палыч (Вячеслав Кириличев). По прибытии в часть старослужащие незамедлительно сообщают о порядках в части, чем вызывают недовольство у Мити, который намерен соблюдать устав. Старослужащий «Кока» (Олег Комаров) решает проучить нерадивого юношу и предлагает ему строго следовать букве устава.
Своим неординарным поведением Митя привлекает внимание руководства части капитана Бодрова (Михаил Кононов). Прапорщик Туча (Виктор Ильичёв) получает приказ заняться призывником. Он вручает Мите устав и уже через несколько часов начинает опрос. В то время, как Митя несёт караул и читает вслух устав, Кока вынужден наблюдать за сослуживцем и в результате получает обморожение. Следующей жертвой юного бойца становится старослужащий «Замотай» (Николай Гейко), который получает травму в отхожем месте, вычищенном Митей до блеска.
Во время ремонта телевизора командира части Митя знакомится с его дочерью Аней (Наталья Коркунова), и между молодыми людьми вспыхивают чувства. После ремонта телевизионный приёмник начинает показывать заграничные программы. Тем временем служба идёт, и Митя познаёт все тонкости её несения: ночные побудки и упражнения, внезапные тревоги, прохождение полосы препятствий, стояние на тумбочке.
Перед приездом в часть генерала (Юрий Катин-Ярцев), проводится тщательная подготовка. Борьба дембелей с Митей достигает пика во время несения им караульной службы ночью на вышке. Заступив в караул, Митя отказывается пропустить генерала, капитана и его сопровождение, не знающих пароль, в расположение части. В итоге все они проводят ночь в сугробе и лишь под утро попадают в часть, где отогревают генерала в бане.
Капитан Бодров обеспокоен отношениями Мити и Ани, а также ситуацией в части и просьбами убрать Митю с глаз долой. В воспитательных целях Митю отправляют в кросс на лыжах, его провожают как в последний путь. К изумлению капитана и старослужащих, которые опасаются, что юноша не вернётся, они находят юного бойца в избе в постели с Анной.

## В ролях
- Антон Андросов — Митя Агафонов
- Виктор Ильичёв — прапорщик Туча
- Михаил Кононов — капитан Бодров
- Олег Комаров — Кока
- Николай Гейко — Замотай
- Юрий Катин-Ярцев — генерал
- Наталья Коркунова — Аня
- Вячеслав Кириличев — Палыч